# Јунђин брокат из Нанкинга
Јунђин (кин: 雲錦) или Нанкинг брокат  је традиционални кинески луксузни свилени брокат који се производи у Нанкингу од краја династије Сунг  и заснован је на техникама ткања потке из династија Сунг и Танг. Плете се ткачким чунком и често укључује златне и сребрне нити са обојеном свилом. Током династије Минг, јунђин ткаље су развиле технику окретног ткања која им је омогућила да ткају шарене дизајне на основну тканину у другим ткањима, као што је сатен. Нанкинг брокат је 2009. године изабран на репрезентативну листу усменог и нематеријалног наслеђа човечанства Унеска.

## Историја
Историја броката у Нанкингу може се пратити до периода Три краљевства (220-280). У рату, који је избио на крају династије Источна Ђин (317-420), генерал Лиу Ју је победио краљевство касније Ћин династије (384—417). Победа је вратила све занатлије у Шиану у Јианканг, сада град Нанкинг, међу којима су ткачи броката били доминантна снага. Ткачи броката били су врхунски мајстори широм земље и научили су многе вештине од мањинских етничких група. Влада источне Ђин династије је успоставила специјалну канцеларију за брокат у Нанкингу за управљање производњом броката, што је представљало формално оснивање броката из Нанкинга. У династији Ћинг, у Нанкингу је основано „Одељење за ткање Јиангнинг“. Када је Нанкинг Јунђин ткање достигло врхунац, имало је више од 30.000 разбоја и скоро 300.000 људи је зарађивало за живот на овим пословима.

## Карактеристике
Нанкинг Јунђин брокат се сматра једним од најбољих облика свиле. Познат је по својим бојама налик на облаке и замршеним шарама. Нанкинг Јунђин брокат је познат по својој изузетној технологији, елегантним шарама и глаткој текстури. Шаре су разноврсне и лепе као облак на небу; стога и његово име „Јунђин”.
У кинеској традицији ткања броката Нанкинг Јунђин, двојица занатлија рукују горњим и доњим деловима великог, компликованог разбоја за производњу текстила који укључује фине материјале као што су свила, злато и предиво од пауновог перја. Техника је некада коришћена за производњу краљевске одеће; данас се још увек користи за израду врхунске одеће и сувенира. Очуван првенствено у провинцији Ђангсу у источној Кини, метода обухвата више од стотину поступака, укључујући производњу разбоја, израду шаблона, креирање жакардних картица за програмирање шаблона ткања, облачење разбоја и многе фазе самог ткања. Док раде, ткаље певају баладе које их подсећају на технике које користе и побољшавају кооперативну, уметничку атмосферу на разбоју. Радници свој занат виде као део историјске мисије, јер се, поред стварања тканина за савремену употребу, Јунђин користи за реплицирање древних свилених тканина за истраживаче и музеје. Назван по сјају тканина налик облаку, Јунђин је и даље популаран широм земље.